# Рафаел Форстер
Рафаел Форстер (на португалски: Rafael Forster) е бразилски футболист, играещ като десен или централен защитник. От 30 август 2017 г. е играч на Лудогорец (Разград).

## Кариера
Форстер е юноша на Интернасионал, но прави дебюта си в мъжкия футбол в тима на Наутико, състезаващ се в щатското първенство.
След това е последователно част от Аудаш Сао Пауло и Аудаш Рио де Жанейро. На 12 март 2013 г. преминава в Бразил де Пелоташ, където най-после успява да се наложи в стартовия състав и изиграва над 100 мача за две години. Добрите му игри не остават незабелязани, и през април 2015 г. е трансфериран в Гояш. Дебютира през май, и до края на декември, когато е освободен, изиграва 18 мача. От януари 2016 г. е играч на украинския Зоря Луганск. С отбора от Луганск участва в групите на Лига Европа.

### „Лудогорец"
Дебютира в ППЛ на 27 ноември 2017 г. в срещата „Лудогорец"-Витоша (Бистрица) 3-0 . Дебютира във Втора ППЛ на 9 септември 2017 г. в срещата Лудогорец II-Локомотив (Горна Оряховица) 2–2 . Дебютира в груповата фаза на Лига Европа на 28 септември 2017 г. в срещата Спортинг Брага-„Лудогорец" 0-2 .

## Успехи

### „Лудогорец"
- Шампион на A ПФГ: 2017-2018
- Суперкупа на България: 2018